# Phrynobatrachus tokba
Phrynobatrachus tokba är en groddjursart som först beskrevs av Paul Chabanaud 1921.  Phrynobatrachus tokba ingår i släktet Phrynobatrachus och familjen Phrynobatrachidae. IUCN kategoriserar arten globalt som livskraftig. Inga underarter finns listade i Catalogue of Life.